# Prohres (obwód doniecki)
Prohres (ukr. Прогрес) – wieś na Ukrainie, w obwodzie donieckim, w rejonie pokrowskim, w hromadzie Hrodiwka. W 2001 liczyła 390 mieszkańców.